# Canoagem nos Jogos Pan-Americanos de 2011 - K-4 1000 m masculino
A competição do K-4 1000 metros masculino foi um dos eventos da canoagem nos Jogos Pan-Americanos de 2011. Foi disputada na Pista de Remo e Canoagem, em Ciudad Guzmán, no dia 27 de outubro.

## Calendário
Horário local (UTC-6).
| Data          | Horário | Fase  |
| ------------- | ------- | ----- |
| 27 de outubro | 10:00   | Final |

## Medalhistas
|  | CUB Cuba                                                   |  | CAN Canadá                                                               |  | BRA Brasil                                                   |
|  | Maikel Zulueta Osvaldo Labrada Reinier Torres Jorge García |  | Richard Dessureault-Dober Connor Taras Steven Jorens Philippe Duchesneau |  | Roberto Maehler Givago Ribeiro Gilvan Ribeiro Celso Oliveira |

## Resultados

### Final
| Pos.              | Canoísta                                                                      | País               | Tempo    | Obs. |
| ----------------- | ----------------------------------------------------------------------------- | ------------------ | -------- | ---- |
| Medalha de ouro   | Maikel Zulueta, Osvaldo Labrada, Reinier Torres, Jorge García                 | CUB Cuba           | 3:01.061 |      |
| Medalha de prata  | Richard Dessureault-Dober, Connor Taras, Steven Jorens, Philippe Duchesneau   | CAN Canadá         | 3:02.653 |      |
| Medalha de bronze | Roberto Maehler, Givago Ribeiro, Gilvan Ribeiro, Celso Oliveira               | BRA Brasil         | 3:02.821 |      |
| 4                 | Jesús Valdez, Agustín Medinilla, Manuel Cortina, Osbaldo Fuentes              | MEX México         | 3:03.438 |      |
| 5                 | Roberto Geringer Sallette, Daniel Dal Bo, Juan Pablo Bergero, Pablo de Torres | ARG Argentina      | 3:04.471 |      |
| 6                 | Ray Acuña, Jesús Colmenares, José Ramos, Jhonson Vergara                      | VEN Venezuela      | 3:05.996 |      |
| 7                 | Patrick Dolan, Jacob Michael, Luke Michael, William House                     | USA Estados Unidos | 3:09.127 |      |
| 8                 | Yojan Cano, Víctor Barón, Yimi Urrego , Locadio Pinto                         | COL Colômbia       | 3:12.911 |      |